# Serie C1 2001/2002
Soutěžní ročník Serie C1 2001/02 byl 24. ročník třetí nejvyšší italské fotbalové ligy. Soutěž začala 2. září 2001 a skončila 9. června 2002. Účastnilo se jí celkem 36 týmů rozdělené do dvou skupin po 18 klubech. Z každé skupiny postoupil vítěz přímo do druhé ligy, druhý postupující se probojoval přes play off.
Kluby Alzano 1909 Virescit FC a US Nocerina obsadili v minulé sezoně sestupové příčky. Jenže kvůli finančním problémům klubů Ravenna Calcio a FC Intersavoia zůstali v soutěži.

## Skupina A
| Poř. | Tým                     | Z  | V  | R  | P  | VG | OG | B  |
| ---- | ----------------------- | -- | -- | -- | -- | -- | -- | -- |
| 1.   | AS Livorno Calcio       | 34 | 20 | 13 | 1  | 62 | 21 | 73 |
| 2.   | Spezia Calcio           | 34 | 19 | 13 | 2  | 53 | 20 | 70 |
| 3.   | AS Lucchese Libertas    | 34 | 16 | 8  | 10 | 40 | 29 | 56 |
| 4.   | Treviso FBC             | 34 | 15 | 11 | 8  | 36 | 24 | 56 |
| 5.   | US Triestina Calcio     | 34 | 13 | 14 | 7  | 41 | 33 | 53 |
| 6.   | Varese FC               | 34 | 12 | 14 | 8  | 38 | 38 | 50 |
| 7.   | AC Lumezzane            | 34 | 13 | 10 | 11 | 45 | 40 | 49 |
| 8.   | AC Cesena               | 34 | 11 | 12 | 11 | 34 | 39 | 45 |
| 9.   | Calcio Padova           | 34 | 11 | 11 | 12 | 43 | 43 | 44 |
| 10.  | Lecco Calcio            | 34 | 10 | 12 | 12 | 46 | 40 | 42 |
| 11.  | Pisa Calcio             | 34 | 13 | 3  | 18 | 39 | 45 | 42 |
| 12.  | SPAL                    | 34 | 9  | 14 | 11 | 44 | 46 | 41 |
| 13.  | UC AlbinoLeffe          | 34 | 8  | 17 | 9  | 33 | 35 | 41 |
| 14.  | AC Reggiana             | 34 | 10 | 7  | 17 | 36 | 55 | 37 |
| 15.  | Carrarese Calcio 1908   | 34 | 9  | 10 | 15 | 33 | 50 | 37 |
| 16.  | AC Arezzo               | 34 | 8  | 6  | 20 | 37 | 58 | 30 |
| 17.  | Alzano 1909 Virescit FC | 34 | 7  | 9  | 18 | 27 | 51 | 30 |
| 18.  | Calcio Monza            | 34 | 4  | 12 | 18 | 27 | 47 | 24 |

Poznámky
- Z = Odehrané zápasy; V = Vítězství; R = Remízy; P = Prohry; VG = Vstřelené góly; OG = Obdržené góly; B = Body
- za výhru 3 body, za remízu 1 bod, za prohru 0 bodů.

|  | Přímý postup do Serie B 2002/03  |
|  | Play off                         |
|  | Play out                         |
|  | Přímý sestup do Serie C2 2002/03 |

### Play off
Boj o postupující místo do Serie B.

#### Semifinále
US Triestina Calcio – Spezia Calcio 2:0, 0:1

Treviso FBC – AS Lucchese Libertas 0:1, 1:2

#### Finále
US Triestina Calcio – AS Lucchese Libertas 2:0, 3:3 v (prodl.)
Postup do Serie B 2002/03 vyhrál tým US Triestina Calcio.

### Play out
Boj o udržení v Serie C1.
Alzano 1909 Virescit FC – AC Reggiana 2:1, 1:2

AC Arezzo – Carrarese Calcio 1908 1:2, 3:0
Sestup do Serie C2 2002/03 měli kluby Alzano 1909 Virescit FC a Carrarese Calcio 1908. Nakonec oba kluby zůstali i v příští sezoně.

## Skupina B
| Poř. | Tým                         | Z  | V  | R  | P  | VG | OG | B  |
| ---- | --------------------------- | -- | -- | -- | -- | -- | -- | -- |
| 1.   | Ascoli Calcio 1898          | 34 | 18 | 13 | 3  | 55 | 26 | 67 |
| 2.   | Taranto Calcio              | 34 | 17 | 11 | 6  | 50 | 30 | 62 |
| 3.   | Calcio Catania              | 34 | 17 | 7  | 10 | 44 | 26 | 58 |
| 4.   | Pescara Calcio              | 34 | 13 | 14 | 7  | 48 | 29 | 53 |
| 5.   | SS Lanciano                 | 34 | 14 | 9  | 11 | 36 | 30 | 51 |
| 6.   | Giulianova Calcio           | 34 | 13 | 12 | 9  | 44 | 31 | 51 |
| 7.   | US Avellino                 | 34 | 11 | 15 | 8  | 39 | 41 | 48 |
| 8.   | Chieti Calcio               | 34 | 11 | 14 | 9  | 28 | 27 | 47 |
| 9.   | Fermana Calcio              | 34 | 12 | 10 | 12 | 32 | 33 | 46 |
| 10.  | US Viterbese                | 34 | 10 | 14 | 10 | 33 | 35 | 44 |
| 11.  | Polisportiva Sassari Torres | 34 | 11 | 10 | 13 | 41 | 35 | 43 |
| 12.  | Vis Pesaro 1898             | 34 | 9  | 16 | 9  | 32 | 32 | 43 |
| 13.  | L'Aquila Calcio             | 34 | 11 | 10 | 13 | 31 | 45 | 43 |
| 14.  | Castel di Sangro Calcio     | 34 | 10 | 9  | 15 | 27 | 37 | 39 |
| 15.  | FC Benevento                | 34 | 10 | 9  | 15 | 27 | 38 | 39 |
| 16.  | US Nocerina                 | 34 | 7  | 9  | 18 | 32 | 59 | 30 |
| 17.  | AS Sora                     | 34 | 6  | 11 | 17 | 21 | 39 | 29 |
| 18.  | AS Lodigiani                | 34 | 4  | 11 | 19 | 24 | 51 | 23 |

Poznámky
- Z = Odehrané zápasy; V = Vítězství; R = Remízy; P = Prohry; VG = Vstřelené góly; OG = Obdržené góly; B = Body
- za výhru 3 body, za remízu 1 bod, za prohru 0 bodů.

|  | Přímý postup do Serie B 2002/03  |
|  | Play off                         |
|  | Play out                         |
|  | Přímý sestup do Serie C2 2002/03 |

### Play off
Boj o postupující místo do Serie B.

#### Semifinále
SS Lanciano – Taranto Calcio 3:2, 1:2

Pescara Calcio – Calcio Catania 1:0, 0:1

#### Finále
Calcio Catania – Taranto Calcio 1:0, 0:0
Postup do Serie B 2002/03 vyhrál tým Calcio Catania.

### Play out
Boj o udržení v Serie C1.
US Nocerina – FC Benevento 0:1, 1:0

AS Sora – Castel di Sangro Calcio 1:0, 0:0
Sestup do Serie C2 2002/03 měli kluby US Nocerina a Castel di Sangro Calcio.